# 潘德明
潘德明（1908年1月8日—1976年10月18日）是近代中国第一位以徒步和自行车方式周游世界的旅行家。

## 生平
潘德明1908年1月8日出生在浙江湖州城内的一个教会家庭，祖籍江苏省南汇县沈庄陈家宅（今属上海浦东新区），父亲是一位裁缝。曾就读于东吴大学第三附中（今湖州二中）和南洋高等商业学校。在旅行出发前潘德明与人合伙在南京开了一家西餐厅。

## 旅行
1930年6月下旬，潘德明从《申报》上看到上海有人组织了一个“中国青年亚细亚步行团”，立志要徒步走遍亚洲的报道。随后潘德明结束了自己在西餐厅的全部业务，加入了“中国青年亚细亚步行团”。步行团一行8人从上海出发，经杭州、广州、由海口抵达当时的法属印度支那，但是至清化（今属越南）时，仅剩潘德明1人坚持继续前行。之后潘德明骑自行车到西贡，在西贡自制一本《长途留墨集》；再从西贡经柬埔寨到暹罗，又穿过英属马来亚，渡海到达新加坡（当时属英国海峡殖民地），在此又装订一本《名人留墨集》。1931年4月3日，潘德明抵达英属印度，在印度期间拜谒了著名诗哲泰戈尔，之后潘德明经伊朗、伊拉克、叙利亚至耶路撒冷，向南到埃及，然后从埃及乘船抵达希腊，随后潘德明先后游历了土耳其、保加利亚、罗马尼亚、匈牙利、奥地利、瑞士、法国、比利时、荷兰、德国、丹麦、挪威、瑞典和英国。潘德明从英国利物浦乘船到达美国纽约，之后花了近一年时间，走遍了美国大部分地区。离开美国后，潘德明乘飞机到古巴，又乘船经巴拿马、斐济、新西兰至澳大利亚悉尼，在悉尼逗留一段时间之后，北上荷属东印度、新加坡、马来西亚到泰国，经缅甸进入云南回国。潘德明原定计划含有日本之行，但因中日关系恶化，他取消了这个行程。
潘德明用7年时间，行程数万里，游历40多个国家和地区，并留下许多珍贵资料。这些资料中，有所到之地加盖的邮戳，中外近1200个团体和个人用几十种文字书写的签名和题词，20多个国家元首签字的《名人留墨集》，总计3本，重约4公斤。

## 回国后
1937年7月6日，潘德明回到上海，7月7日，“卢沟桥事变”发生，潘德明将为勘察青藏高原而筹集来的10万美元考察费用全部捐献出来，支援抗战。此后，潘德明定居上海，并在几年后和一位上海姑娘结婚。抗日战争结束后，潘德明曾在联合国善后救济总署短暂工作。1949年后，潘德明靠做裁缝、画宫灯为生。
文革期间，潘德明担心自己珍藏多年的旅行资料遭到焚毁，亲自将其送至派出所保管。1976年10月18日，听到“四人帮”倒台的消息，潘德明大喜过望，因多喝了几杯酒突发心肌梗塞而辞世，终年68岁。

## 后世纪念
因潘德明的事迹鼓舞了许多年轻的旅行家和运动员，中国自行车旅行者协会将其最高奖项命名为“潘德明骑游奖”。

## 图集

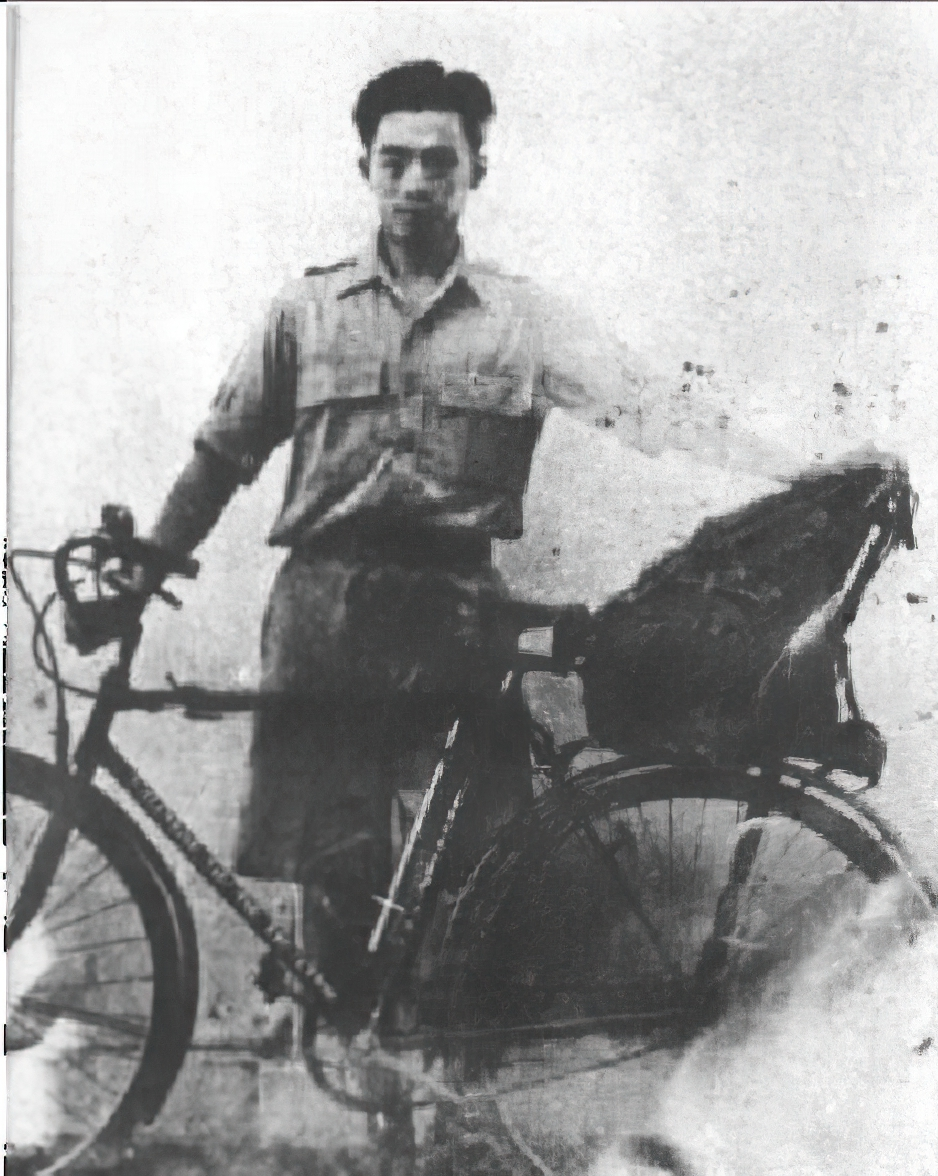
一九三一年一月只身徒步骑车环游世界的潘德明
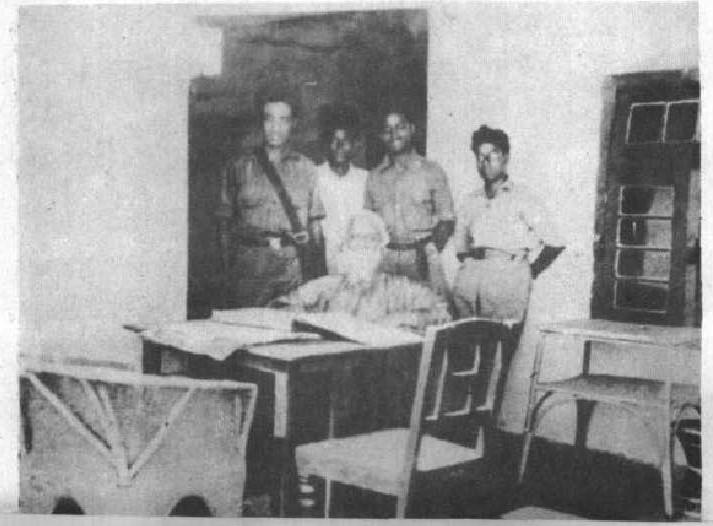
潘德明与泰戈尔见面
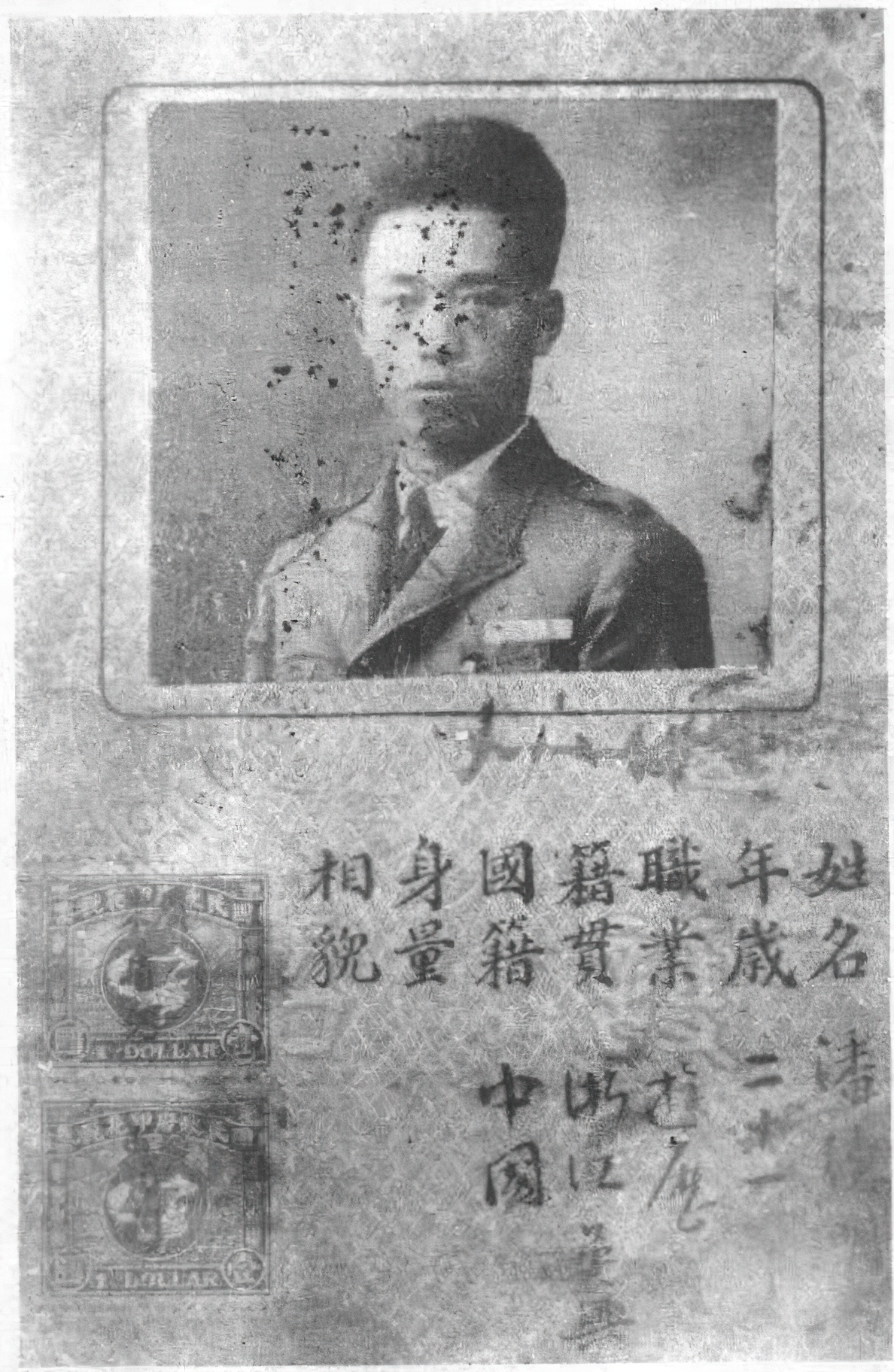
潘德明出国护照的首页
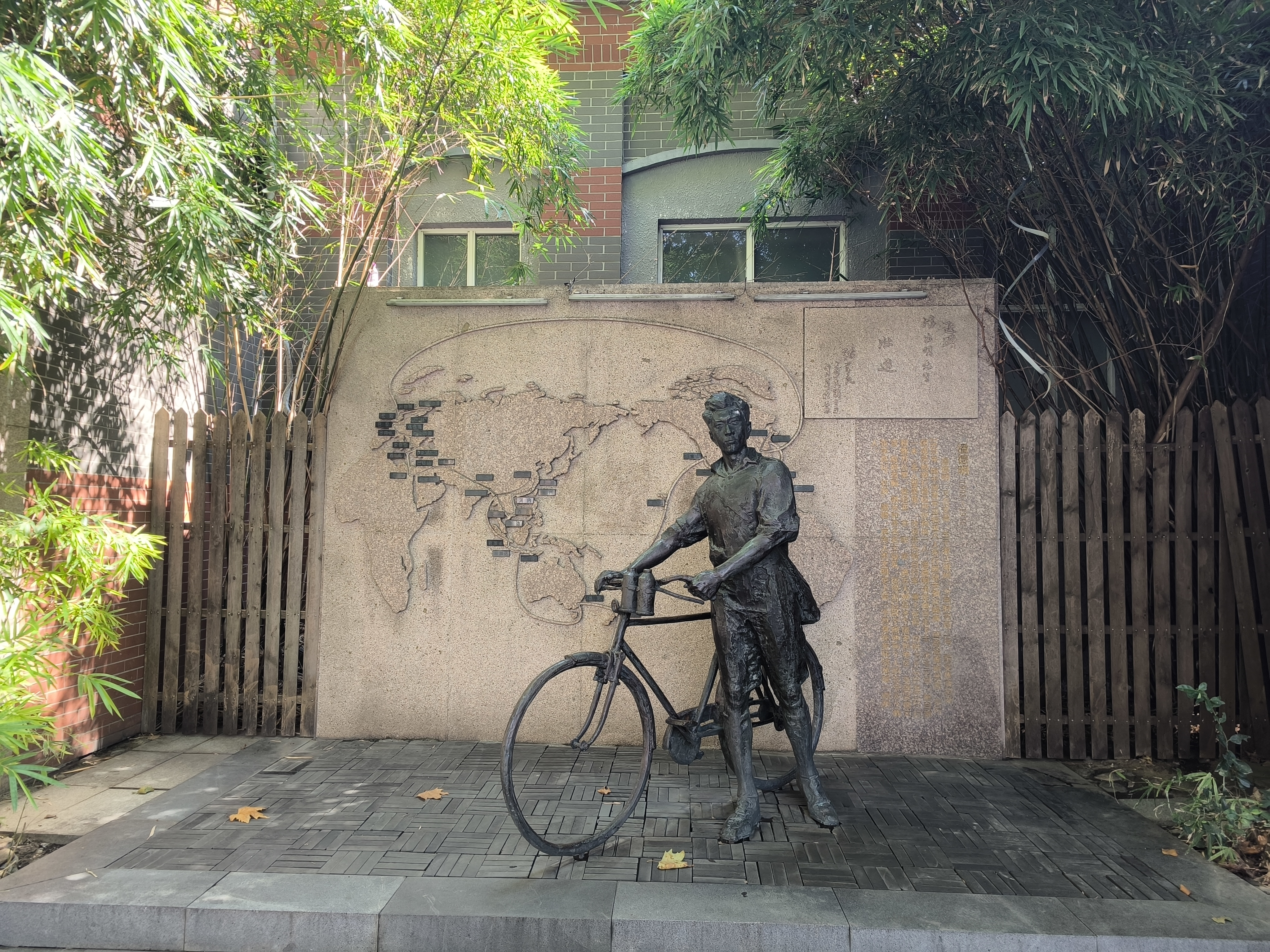
潘德明雕像